# Grand Larousse encyclopédique
Le Grand Larousse encyclopédique en dix volumes est un dictionnaire encyclopédique en français, édité par Larousse. Il s'agit à la fois d'un dictionnaire, axé sur l'étude et la présentation des mots de la langue française, et d'une encyclopédie, tournée vers la revue des différentes branches du savoir. La publication initiale s'est étalée entre février 1960 et août 1964, abstraction faite des deux suppléments ultérieurs (parus en 1968 et 1975) et des rééditions des 12 volumes jusqu'en 1980. Une édition "prestige" (reliure en "rouge foncé") avec un découpage en 22 volumes en 1970 puis en 24 volumes dès 1976 est aussi éditée (contenus équivalents avec une petite mise à jour éditoriale).

## Description
| Volume         | Pages                         | Pages       | Premier article     | Dernier article                     | Articles | Illustrations (noir et blanc) | Cartes (noir et blanc) | Pages en couleurs | Date         |
| -------------- | ----------------------------- | ----------- | ------------------- | ----------------------------------- | -------- | ----------------------------- | ---------------------- | ----------------- | ------------ |
| 1              | 960                           | XXI         | A                   | Bauernfeld (Eduard von)             | 14 843   | 2 155                         | 96                     | 28                | février 1960 |
| 2              | 960                           | XXII        | Bauffe ou Baufe     | Chéry (Philippe)                    | 14 962   | 3 094                         | 82                     | 26                | août 1960    |
| 3              | 960                           | XX          | Chesapeake          | Desèze ou De Sèze (Romain, comte)   | 14 590   | 2 831                         | 83                     | 34                | février 1961 |
| 4              | 1 012                         | XXVII       | Desfontaines (Jean) | Filao                               | 15 772   | 3 051                         | 93                     | 28                | juillet 1961 |
| 5              | 1 006                         | XXX         | Filardeau           | Hydrazotoluène                      | 16 223   | 3 386                         | 170                    | 32                | février 1962 |
| 6              | 1 010                         | XXXI        | Hydre               | Malhonnêteté                        | 18 341   | 3 459                         | 137                    | 36                | juillet 1962 |
| 7              | 1 012                         | XXXVIII     | Mali                | Orly (aéroport d')                  | 16 671   | 3 535                         | 112                    | 38                | février 1963 |
| 8              | 1 018                         | XXXIV       | Ormaie ou Ormoie    | Ralstonite                          | 17 627   | 3 378                         | 103                    | 28                | juillet 1963 |
| 9              | 1 024                         | XXXV        | Ram                 | Streuvels (Frank Lateur, dit Stijn) | 17 923   | 3 187                         | 86                     | 32                | février 1964 |
| 10             | 1 032                         | XXVI        | Striage             | Zythum ou Zython                    | 18 318   | 3 382                         | 96                     | 32                | juillet 1964 |
| Totaux         | 9 994 + 284                   | 9 994 + 284 |                     |                                     | 165 270  | 31 458                        | 1 058                  | 314               | 1960-1964    |
| 1er supplément | 918                           | CVI         | A                   | Zygène                              | 12 801   | 1 940                         | 68                     | 32                | août 1968    |
| 2e supplément  | non paginé (aprox 1000 pages) | 0 page      | A                   | Zymogène                            | 11 541   | 1 756                         | 61                     | 64                | 1975         |

## Réalisation
L'équipe éditoriale est composée de plus de 80 personnes, réparties en six services (rédaction, correction, documentation iconographique, cartographie, dessin et photographie). La direction de la publication est collégiale.
La liste complète des auteurs et des collaborateurs extérieurs réunit 790 noms, parmi lesquels nombre de spécialistes reconnus dans leur domaine (extraction partielle mentionnée ci-après et consultable au début du volume 1 du Grand Larousse encyclopédique) :
- François Albert-Buisson
- Paul Belmondo
- Marc Boegner
- Yves Brayer
- Jérôme Carcopino
- René Cassin
- Jacques Chastenet
- Jacques-Yves Cousteau
- Christiane Desroches Noblecourt
- Georges Duby
- Albert Ducrocq
- Georges Duhamel
- René Dumont
- André François-Poncet
- Max Gallo
- Pierre Gaxotte
- Jean Guitton
- Émile Henriot
- Mariel Jean-Brunhes Delamarre
- Frédéric Joliot-Curie
- Didier Julia
- Jacob Kaplan
- Yves Lacoste
- Louis Leprince-Ringuet
- André Leroi-Gourhan
- Antoine de Lévis-Mirepoix
- André Maurois
- Maurice Nadeau
- Louis Pasteur Vallery-Radot
- Régine Pernoud
- Auguste Piccard
- René Rémond
- Jules Romains
- Jean Rostand
- Claude Santelli
- Alfred Sauvy
- Haroun Tazieff
- Elsa Triolet
- Maxime Weygand

## Postérité
Le Grand Larousse encyclopédique est entièrement refondu à la fin des années 1970.
Entre 1982 et 1985 est publié le Grand Dictionnaire encyclopédique Larousse (GDEL) en 10 ou en 15 volumes (total des pages équivalent avec une répartition différente entre les volumes). À partir de 1986, le GDEL est renommé Grand Larousse universel (GLU) et édité en 15 volumes. C'est le dernier très grand ouvrage de ce type sur support papier publié par Larousse dont l'édition s'arrête vers la fin d'année 1997.